# False God
«False God» (с англ. — «Ложный Бог») — песня американской певицы Тейлор Свифт с её седьмого студийного альбома Lover, вышедшего 23 августа 2019 года. Песня написана и спродюсирована Свифт и Джек Антонофф и является 13-м треком пластинки. Это трек в стиле неосоул, R&B и трэп с влиянием джаза, с заметной линией саксофона и икающими вокальными сэмплами. В тексте песни через религиозные метафоры показаны трудности и близость в романтических отношениях. Свифт дополнительно упоминает Нью-Йорк и его район Вест-Виллидж.
Композиция «False God» была признана критиками, получив статус «выделяющейся» среди треков Lover из-за своей откровенно сексуальной лирики. Уверенность Свифт в этом треке заслужила сравнение с творчеством Принса. В коммерческом плане песня заняла 77-е место в американском Billboard Hot 100 и канадском Canadian Hot 100. Свифт исполнила «False God» во время шоу Saturday Night Live при участии музыкального директора Ленни Пикетта на саксофоне, а также в качестве «песни-сюрприза» во время тура Eras Tour. На песню был сделан кавер певцами Джеймсом Бэем и Райаном Хёрдом, что было высоко оценено Свифт. Песня «False God» появилась в американском романтическом драматическом телесериале The Summer I Turned Pretty (2022).

## История
Тейлор Свифт выпустила свой седьмой студийный альбом Lover 23 августа 2019 года на лейбле Republic Records. Описанный автором как любовное письмо («love letter to love itself») альбом Lover исследует «весь спектр любви», вдохновлённый связями, которые она чувствовала со своими фанатами во время её концертного тура Reputation Stadium Tour (2018).
Трек-лист Lover состоит из 18 песен, восемь из которых написаны Свифт и Джеком Антоноффом, включая «False God», которая также была спродюсирована ими. Перед выходом альбома певица представила различные тексты трека в клипе «Me!» (2019) и в рекламе The New York Times. Свифт представила трек-лист альбома 16 августа, что привело к предположениям о том, что трек «False God» будет посвящен Дональду Трампу или Канье Уэсту. Однако оказалось, что трек посвящен тогдашнему бойфренду Свифт Джо Элвину.

## Композиция
«False God» — это «джазовая» и «знойная» неосоул композиция продолжительностью 3 минуты 20 секунд. Трек начинается с «минималистичного» и «тонкого» саксофонного риффа и переходит в «спокойную» и «медленную» R&B-нарезку, вдохновленную жанром 1980-х годов, поддерживаемую икающими вокальными сэмплами. По мнению Ника Левина из NME, песня представляет собой «бальзамическую смесь саксофона и трэпа», а Дэйв Холмс из Esquire сравнил её со сборником нью-эйдж и эмбиент-музыки Pure Moods (1994). По мнению Джеффа Нельсона из People, эта песня «выделяется» на альбоме Lover; она отличается от остальных песен альбома — более «жаркая» и «чувственная». «False God» сравнили с творчеством американского музыканта Принса, благодаря демонстрируемой уверенности в текстах, а также освещению схожих тем.

## Критический приём
Эмоциональная" композиция, она «ссылается на религию, размышляя о том, насколько мы стремимся обмануть себя обещаниями совершенства». Названная одной из самых «идиосинкразических» песен Свифт, она была охарактеризована журналистом Refinery29 Миган Фредетт как трек о «взлётах, падениях и горизонтальных польках в отношениях». В первом куплете Свифт поет «We were stupid to jump». В припеве изображена ссора певицы и её возлюбленного, а также упоминается Нью-Йорк, что может иллюстрировать отношения на расстоянии. В припеве Свифт заявляет, что её бёдра — это «алтарь», даже если это «ложный бог», предлагая не верить фантазийным отношениям, присутствующим в поп-песнях. Позже она повторяет «We’d still worship this love», переходя ко второму куплету, где она использует метафоры рая и ада для изображения различных частей отношений. Рай представляет физическое удовольствие, в то время как ад показывает трудности партнерства. Образы рая также используются в других песнях Свифт, таких как «Blank Space» и «Wildest Dreams» (обе 2014 года), а также в треке Lover «Cruel Summer». Религиозная тема продолжается изображением вины и стыда, примером чего является строка «Making confessions and we’re begging for forgiveness / Got the wine for you» (Исповедаться и молить о прощении / Испей моего вина).

## Концертные исполнения

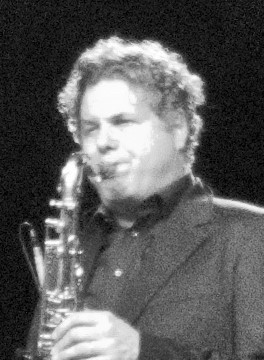
Во время исполнения песни «False God» в Saturday Night Live Свифт аккомпанировал на саксофоне программный музыкальный руководитель Ленни Пикетт

5 октября 2019 года Свифт появилась на шоу Saturday Night Live в качестве музыкального гостя; там же она проанонсировала выступление на Ночном шоу с Джимми Фэллоном, сказав: «Я, вероятно, исполню песню „Lover“, так, как я её ещё не исполняла. А потом я собираюсь исполнить песню, которую я вообще никогда не исполняла вживую». Как и было объявлено, она исполнила «Lover» и дебютировала с песней «False God» на сцене, украшенной лампочками и темными стенами, создавая ощущение «тихой ночной прогулки по Центральному парку». Её поддерживали бэк-вокалисты, барабанщик, клавишник и музыкальный директор SNL Ленни Пикетт на саксофоне. В сопровождении клубящегося по полу дыма певица была одета в безразмерный блейзер чёрного цвета, брюки с блёстками и туфли на плоской подошве; Де Элизабет из Teen Vogue назвала этот наряд эстетикой Reputation. Исполнение трека, названное «loungy» и «vibey» [атмосферным], вызвало одобрение критиков, причём критикам понравилось, как она перенесла песню на живую сцену. Пикетт также получил одобрение; Кейтлин Уайт из Uproxx назвала его «похитителем сцены», а Мэтью Дессем из Slate отметил, что его исполнение «должно быть, самый гладкий звук саксофона среди всех музыкальных гостей SNL за последние годы».
В 2023 году Свифт отправилась в концертное турне Eras Tour, которое содержит сегмент «песен-сюрпризов», когда она исполняет случайные песни из своей дискографии — одну на гитаре, другую на фортепиано. Каждый вечер она меняет композиции, которые выбирает в зависимости от места проведения шоу. Во время остановки в Ист-Ратерфорде 27 мая после исполнения песни «Holy Ground» (2012) Свифт спела «False God». Она исполнила её на фортепиано, а публика подпевала ей. Аманда Петрусич из The New Yorker отметила, что это выступление доказало, что голос певицы с годами стал лучше. Нора Принсиотти из The Ringer поставила песню на 28-е место среди лучших выступлений «песни-сюрприза» в рамках тура. На концерте присутствовали актеры американской романтической драмы The Summer I Turned Pretty, которые отметили, что «сходили с ума» во время исполнения этой песни, поскольку она использовалась в первом сезоне сериала.

### Каверы
В сентябре 2019 году английский автор-исполнитель Джеймс Бэй опубликовал в своей истории Instagram 45-секундный клип, в котором он исполняет песню «False God» на гитаре. Позже его перепостила Свифт, назвав исполнение «потрясающим», а Гил Кауфман из Billboard назвал его «великолепным». В следующем году песню исполнил американский кантри-певец Райан Херд в рамках своего тура Platonic Tour. Свифт вновь выразила свою признательность, написав в Твиттере: «Очень люблю эту песню», а Нельсон назвал её «сексуальной».

## Позиции в чартах
| Чарты (2019)                        | Высшая позиция |
| ----------------------------------- | -------------- |
| Австралия (ARIA)                    | 59             |
| Канада (Billboard Canadian Hot 100) | 77             |
| США (Billboard Hot 100)             | 77             |